# Krzyżanówka (gromada)
Krzyżanówka – dawna gromada, czyli najmniejsza jednostka podziału terytorialnego Polskiej Rzeczypospolitej Ludowej w latach 1954–1972.
Gromady, z gromadzkimi radami narodowymi (GRN) jako organami władzy najniższego stopnia na wsi, funkcjonowały od reformy reorganizującej administrację wiejską przeprowadzonej jesienią 1954 do momentu ich zniesienia z dniem 1 stycznia 1973, tym samym wypierając organizację gminną w latach 1954–1972.
Gromadę Krzyżanówka siedzibą GRN w Krzyżanówce utworzono – jako jedną z 8759 gromad na obszarze Polski – w powiecie iłżeckim w woj. kieleckim, na mocy uchwały nr 13k/54 WRN w Kielcach z dnia 29 września 1954. W skład jednostki weszły obszary dotychczasowych gromad Dębowe Pole, Kochanówka, Krzyżanówka i Tarnówek Nowy ze zniesionej gminy Sienno w tymże powiecie; ponadto oddział Nr 307 lasów państwowych nadleśnictwa Klepacze. Dla gromady ustalono 14 członków gromadzkiej rady narodowej.
1 stycznia 1958 gromadę włączono do utworzonego dwa lata wcześniej powiatu lipskiego w tymże województwie.
31 grudnia 1959 do gromady Krzyżanówka przyłączono wieś Karolów ze zniesionej gromady Olechów.
Gromadę zniesiono 1 stycznia 1969, a jej obszar włączono do gromady Sienno.